# Sisu KB-112
Der Sisu KB-112 ist ein 1962 eingeführter dreiachsiger Lkw des finnischen Fahrzeugherstellers Suomen Autoteollisuus (SAT). Das Fahrzeug wurde mit einem technisch ausgereiften kippbaren Fahrerhaus ausgestattet. Seine zweiachsige Variante ist der KB-117, welcher von 1964 bis 1969 produziert wurde. Von beiden Varianten wurden nur wenige Exemplare hergestellt.

## Planung
Da in den 1960er-Jahren angenommen wurde, dass der internationale Straßentransport nach Zentral- und Westeuropa stark zunehmen würde, kam der Wunsch nach einem sogenannten Frontlenker-Lkw auf, mit denen schon in Großbritannien gute Erfahrungen gemacht wurden. Auch in anderen europäischen Ländern wurden zur gleichen Zeit Frontlenker von verschiedenen Herstellern eingeführt, was auch der Firma SAT und ihren Kunden nicht entgangen war, da auf gleicher Grundfläche, die durch die jeweilige nationale Gesetzgebung vorgegeben war, sowohl eine ausreichende Schlafmöglichkeit als auch ein größeres Ladevolumen erreicht werden konnte.
Der bisherige Landweg von Finnland über die schwedische Stadt Haparanda nach Zentral- und Westeuropa war recht lang, da der direkte Weg für den Seetransport über die Ostsee nach Schweden zu der Zeit noch nicht ausreichend für den Lkw-Transport ausgebaut war, wodurch ein langer Straßentransport nötig wurde.
Das Erstellen eines Frontlenkers war kein großer Schritt für SAT, weil das Unternehmen zuvor bereits die Frontlenkermodelle KB-102/KB-107 für den finnischen Staat entwickelt hatte. Als kleiner Hersteller wollte SAT gerne die Wünsche der Kunden nach einem neuen Frontlenker-Modell nach neuestem Stand der Technik erfüllen. Das Hauptproblem bestand darin, einen einfachen Zugang zum Motor für Wartungs- und Reparaturarbeiten zu ermöglichen. Die Arbeit wurde mit einem leeren Blatt Papier begonnen. Die Kabine erhielt ein einfaches Design und wurde mit einem hinter den Sitzen platzierten Bett eingerichtet. Das Service-Problem wurde mit einer kippbaren Kabine gelöst. Die Kabinenergonomie-Entwicklung, vor allem die der Fahrposition und Instrumententafelanordnung, wurde durch Interviews mit mehr als hundert Lkw-Fahrern unterstützt.
Der KB-112 war der erste europäische Serien-Lkw mit hydraulisch kippbarer Kabine.

## Produktion

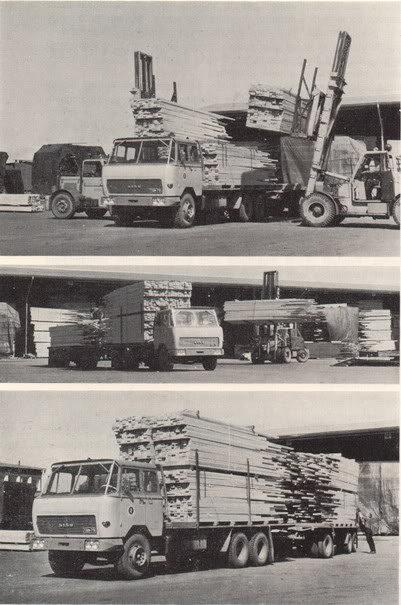
Sisu KB-112 transportiert Holz
(in einer Broschüre von 1963)

Der erste KB-112 Lkw wurde im Jahr 1962 produziert und zugelassen und an die Firma W. Rosenlew & Co. Oy im Januar 1963 in einer besonderen Zeremonie, wo die Presse anwesend war, übergeben. Die Firma SAT hob besonders die positiven Eigenschaften des neuen Frontlenkerfahrzeuges hervor, während die negativen Seiten keine Erwähnung fanden. Rosenlew-Vertreter Herr A. Vaarne sagte, dass zu einer herkömmlichen Kabine, mit einem Bett verglichen, der neue Kabinentyp eine um 3 m² größere Ladefläche ermöglicht würde, in den Grenzen der zeitgenössischen Gesetzgebung. Der Lkw transportierte Holz vom Sägewerk in Seikku zum Mäntyluotoer Hafen.
Der zweiachsige KB-117, bereits mit einem stärkeren Motor, kam 1964 auf den Markt. SAT erwähnt im Jahr 1969 nicht mehr die Modelle KB-112/117 in ihren Listen, jedoch ist es möglich, dass einige Fahrzeuge auf spezielle Anfrage hergestellt wurden. Die neue M-Serie hat im Jahr 1970 die Stelle der KB-Modelle eingenommen. Es gibt keine genauen Aufzeichnungen über die gesamte produzierte Menge, aber es wird geschätzt, dass es zwischen 50 und 70 Einheiten waren, was bedeutet, dass das Modell schon ursprünglich eine Rarität war.

## Technische Daten

### Motor
Der ursprüngliche Motor war ein Sechszylinder-Reihen-Dieselmotor vom Typ Leyland 0.680 mit einem Hubraum von 11,1 Litern Hubraum und einer Leistung von 165 PS (SAE). Die Modelle mit diesem Motor konnten an der Modellnamenserweiterung SP erkannt werden. Der Zweiachser kam mit einem stärkeren Motor als der KB-117 BP auf den Markt; BP bedeutet die stärkere PowerPlus-Version vom gleichen Motortyp, aber mit 210 PS. Später gab es eine Turbovariante des letztgenannten Typs und der Motorcode wurde dann zu BPT.

### Getriebe
Die Kupplung funktioniert mit Druckluft. Das Getriebe ist ein nicht synchronisiertes Sechsganggetriebe der Firma ZF. Außerdem ist die angetriebene Hinterachse mit einem integrierten Zweigeschwindigkeiten-Untersetzungsgetriebe ausgestattet. Der KB-112 hat einen 6×2-Antrieb und der KB-117 hat 4×2-Antrieb. Die Reifengröße ist 11,00-20". Mindestens ein KB-112, hergestellt für A. Ahlström, wurde mit dem hydraulischen Sisu Nemo Anhängerübertragungssystem ausgestattet.

### Kabine
Die über dem Motor montierte Kabine aus Stahlblech ist am vorderen Ende angelenkt und kann in 20 Sekunden mit einer Handpumpe hydraulisch nach vorne gekippt werden. Es gibt Sitze für Fahrer und Beifahrer. Das Lenkrad lässt sich in einem Bereich von 7 cm nach vorne und hinten verstellen. Die 220 cm breite Kabine ist in voller Länge mit einem 50 cm breiten Bett hinter den Sitzen ausgestattet. Mit dem Fahrgestell ist die Kabine an drei Punkten verbunden. Die Instrumentierung besteht aus einem elektrisch betriebenen Tachometer und einem Drehzahlmesser.

## Eigenschaften
Das Gesamtgewicht des KB-112 beträgt 17,5 Tonnen und mit voll beladenem Anhänger 30 Tonnen. Der Kurvenradius beträgt 8,4 Meter und ist nach SAT-Angaben zwei Meter kleiner als der eines vergleichbaren Langhauber-Lkw. Das Gesamtgewicht des KB-117 beträgt 12,5 Tonnen.

## Verbleibende Fahrzeuge
Ein KB-117 BP ist vollständig restauriert und im Jahr 2010 das einzig bekannte Exemplar seines Typs im finnischen Kfz-Register.